# Edward Corrie
Edward Corrie (* 21. Februar 1988 in Hatfield) ist ein ehemaliger britischer Tennisspieler.

## Karriere
Edward Corrie spielte hauptsächlich auf der ATP Challenger Tour und der ITF Future Tour. Er konnte 7 Einzel- und 22 Doppelsiege auf der Future Tour feiern. Auf der Challenger Tour gewann er zwei Doppelturniere; in Champaign im Jahr 2013 und 2014 in Rimouski. Zweimal stand er dank einer Wildcard im Hauptfeld von Wimbledon gestanden, in den Jahren 2014 und 2015, verlor jedoch jeweils zum Auftakt. Das einzige Match im Einzel auf der ATP Tour spielte er 2013 im Queen’s Club.
2018 beendete er seine Karriere.

## Erfolge
| Legende (Anzahl der Siege)  |
| Grand Slam                  |
| ATP World Tour Finals       |
| ATP World Tour Masters 1000 |
| ATP World Tour 500          |
| ATP World Tour 250          |
| ATP Challenger Tour (2)     |

### Doppel

#### Turniersiege
| Nr. | Datum             | Turnier   | Belag         | Partner          | Finalgegner                     | Ergebnis          |
| --- | ----------------- | --------- | ------------- | ---------------- | ------------------------------- | ----------------- |
| 1.  | 16. November 2013 | Champaign | Hartplatz (i) | Daniel Smethurst | Austin Krajicek Tennys Sandgren | 7:65, 0:6, [10:7] |
| 2.  | 22. März 2014     | Rimouski  | Hartplatz (i) | Daniel Smethurst | Germain Gigounon Olivier Rochus | 6:2, 6:1          |